# Wonho
Dans ce nom coréen, le nom de famille, Lee, précède le nom personnel.
Wonho (coréen : 원호), de son nom de naissance Lee Ho-seok (coréen : 이호석), est un chanteur, danseur et auteur-compositeur sud-coréen né le 1er mars 1993. De 2015 à 2019, il fut membre du groupe de k-pop sud-coréen Monsta X, formé par le label Starship Entertainment à la suite d'une émission de télé-réalité, au sein duquel il était chanteur et danseur secondaire, ainsi que visuel. Fin 2019, impliqué dans une polémique, il quitte le groupe. En 2020, il commence une carrière solo au sein du label Highline Entertainment (filiale de Starship Entertainment).

## Biographie

### Jeunesse
Avant de débuter dans le domaine musical, Wonho était ulzzang. Il est l'ex petit-ami de Seo Ji Hye, une ulzzang très connue en Corée du Sud.

### Membre de Monsta X

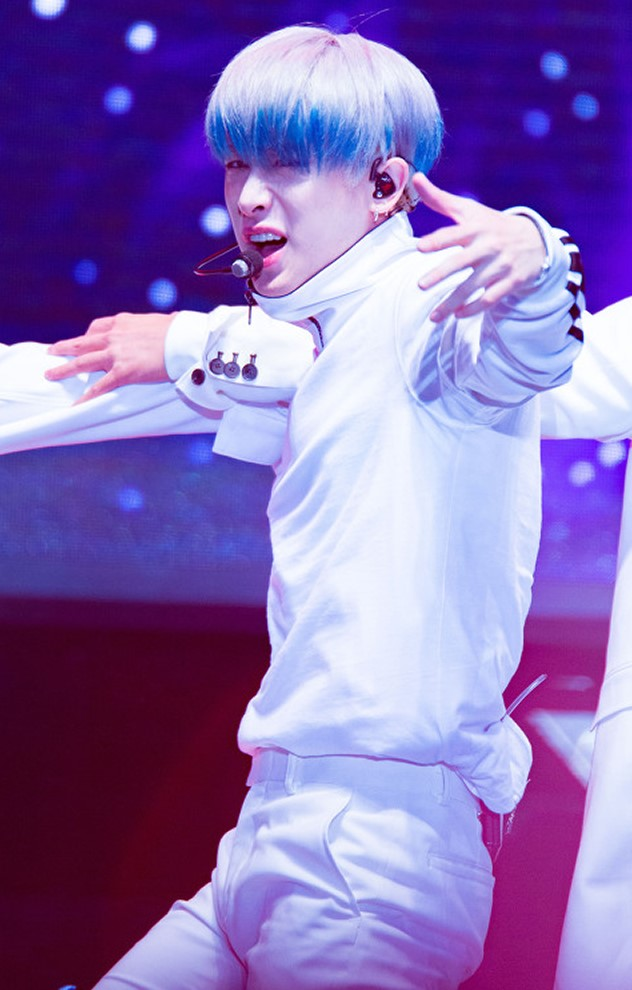
Wonho sur scène en 2016.

Fin 2014, Wonho participe à l'émission NO.MERCY organisée par Starship Entertainment, un important label musical sud-coréen cherchant alors les membres de son futur boys band. Le programme, diffusé à partir de décembre 2014, est composé de 10 épisodes et met en scène 12 candidats, dont fait partie Wonho. Après des semaines de compétition, le dernier épisode, diffusé le 11 février 2015, révèle les candidats choisis : Wonho est sélectionné en 5e position et rejoint donc le groupe en tant que chanteur secondaire et « visuel ».
Le 21 juin 2015, il fait une apparition avec Shownu dans le clip de Shake it, une chanson du groupe Sistar.
À partir de 2017, il se met à composer lui-même régulièrement des chansons pour le groupe.

#### Polémique
Le 31 octobre 2019, Wonho annonce quitter Monsta X dans une lettre publique postée sur le blog officiel du groupe, où il indique regretter de « grosses erreurs » commises dans le passé. Cette annonce fait suite à la polémique déclenchée quelques jours plus tôt par l'une de ses anciennes amies, la star de télé-réalité Jung Da Eun. Cette dernière avait alors affirmé sur les réseaux sociaux que Wonho lui aurait emprunté 30 millions de won (environ 23 000 €) quelques années auparavant, qu'il n'aurait jamais remboursés,,. Elle affirme également qu'il lui aurait volé des objets de valeurs pour les revendre en ligne, qu'il aurait fumé de la marijuana avec elle en 2013, et qu'il aurait été incarcéré dans sa jeunesse pour vol. Dans un communiqué, Starship Entertainment dément ces allégations, mais confirme le départ du chanteur, précisant que cette séparation s'est faite d'un commun accord avec Wonho. Les allégations concernant sa consommation de drogue mènent cependant à l'ouverture d'une enquête judiciaire.
De nombreux fans expriment alors leur désarroi sur les réseaux sociaux et entreprennent des initiatives pour s'opposer à ce départ : certains se déplacent au siège de la Starship Entertainment à Séoul, et y collent des post-its demandant le retour du chanteur; une pétition est également mise en ligne, ayant atteint plus de 300 000 signatures en date du 2 novembre 2019; et enfin, plus de 20 000 $ sont récoltés pour louer un billboard à Times Square.
Le 14 mars 2020, Starship Entertainment annonce que Wonho a été blanchi de toutes les accusations liées à l'affaire de drogue (marijuana) dans laquelle il était impliqué. Le 16 mars, Wonho accorde une interview au média people Dispatch, dans laquelle le chanteur s'excuse auprès de ses fans et revient sur les accusations portées à son encontre. Il dit ne jamais avoir consommé de drogue, mais confie avoir été placé sous probation en résidence surveillée (« house arrest ») dans sa jeunesse, alors qu'il était soupçonné d'avoir commis des vols avec ses amis.

### Carrière solo
En avril 2020, il signe un nouveau contrat avec le label Highline Entertainment (filiale de Starship Entertainment) afin de démarrer une carrière solo. Début août 2020 est dévoilé son nouveau logo ainsi qu'un « fancafe » (blog) qui lui est dédié sur la plateforme V LIVE. Un nom pour ses fans est également révélé : WENEE (위니) pour « We Are New Ending ». 
Le 14 août, il sort sa première chanson solo, Losing You, entièrement en anglais et extraite de son album à venir. Cette chanson atteint la première place mondiale des téléchargements sur iTunes. Le 4 septembre 2020, il sort son premier mini-album, Love Synonym #1: Right For Me, qui atteint également la première place mondiale des téléchargements iTunes. Le 26 février 2021, il sort son second mini-album, Love Synonym #2: Right For Us, dans lequel il exprime sa gratitude et son amour pour ses fans.
Le 14 septembre 2021, le chanteur revient avec un nouvel opus : Blue Letter. Pour cet album, il exprime son envie de redonner un peu d'espoir à ses fans pendant la pandémie de Covid-19 grâce aux chansons positives et joyeuses qui composent l'album[réf. souhaitée].
Le 17 février 2022, il sort un nouvel album : Obsession. Deux singles composent cet album : le premier titre s’intitule Eye on you et le second Somebody[réf. souhaitée].

## Discographie

### Avec Monsta X
- 2015 : Tresspass
- 2017 : THE CLAN pt.2.5 [BEAUTIFUL]
- 2017 : Shine Forever
- 2017 : The Code
- 2018 : PIECE
- 2018 : Take.1 Are You There?
- 2019 : Take.2 We Are Here
- 2019 : Phenomenon
- 2019 : FOLLOW-FIND YOU

### Solo
- 2020 : Love Synonym #1: Right For Me
- 2021 : Love Synonym #2: Right For Us
- 2021 : Blue Letter
- 2022 : Obsession et Bittersweet